# Distretto di Sokuluk
Il distretto di Sokuluk (in kirghiso Сокулук району?, Sokuluk rayonu) è un distretto (raion) del Kirghizistan con  capoluogo Sokuluk.